# Peter Sager (Politiker)

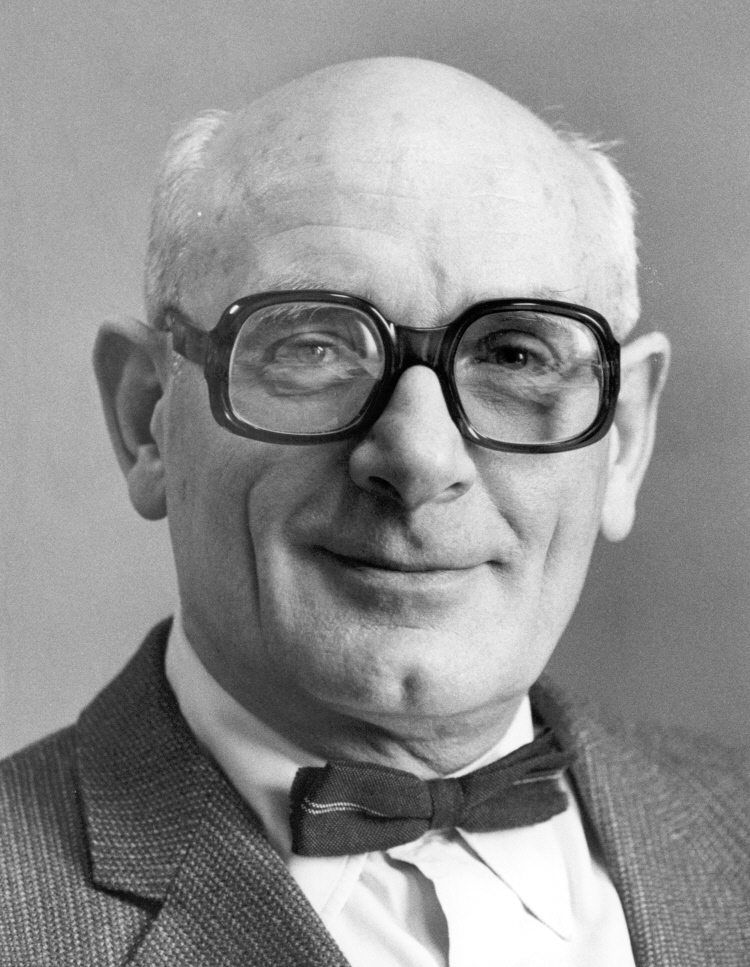
Peter Sager (1986)

Peter Sager  (* 17. Januar 1925 in Bern; † 1. Juli 2006 in Blonay, Kanton Waadt) war ein Schweizer Politik- und Wirtschaftswissenschaftler, Osteuropa-Experte und rechtsbürgerlicher Politiker (BGB, SVP, LPS). Er war Gründer und zeitweiliger Leiter der Schweizerischen Osteuropabibliothek und des Schweizerischen Ostinstituts.

## Ausbildung und wissenschaftliche Tätigkeit
Peter Sager wuchs zusammen mit seinem älteren Bruder Hans bei seiner Mutter Anna Sager (geb. Abderhalden) in Bern auf. Sein Vater Franz Sager, ab 1919 Direktor der Brauerei zum Gurten, verstarb bei einem Autounfall im Juni 1925. Nach dem Besuch der Primar- und Sekundarschule in Bern verbrachte Peter Sager 1940 ein Jahr im Internat Jomini in Payerne (heute Ecole en Guillermaux). Anschliessend besuchte er das Handelsgymnasium in Lausanne, wo er 1945 die Matura abschloss.
Nach dem Beginn des Studiums in Lausanne zog er noch 1945 wieder nach Bern und schrieb sich an der dortigen Universität ein, um Nationalökonomie mit Betonung auf die Politikwissenschaften zu studieren. Ebenfalls 1945 begann seine Tätigkeit für den „Berner Student“, der damaligen Zeitung der Studierenden der Universität Bern, bei der er ab 1946 als Redaktor tätig war. 1947 wurde er Mitglied der Studentenverbindung Zofingia, zu deren Berner Sektion auch Achmed Huber und Jean Ziegler gehörten. Mit der Dissertation „Die theoretischen Grundlagen des Stalinismus und ihre Auswirkung auf die Wirtschaftspolitik der Sowjetunion“ erhielt er 1952 den Titel Dr. rer. pol. Daraufhin besuchte er für zwei Jahre das Soviet Union Program an der Harvard University, wo u. a. Alexander Gerschenkron, Merle Fainsod, Zbigniew Brzeziński, Robert Lee Wolff und Isaiah Berlin lehrten.
Er kehrte für kurze Zeit nach Bern zurück, ging jedoch bereits 1956 wieder in die USA, wo er einige Monate Stipendiat am Russian Research Center der Harvard University war. Unter dem Eindruck der Ereignisse in Ungarn kehrte er frühzeitig in die Schweiz zurück, um eine politische Informationsstelle zur Aufklärung über den Kommunismus aufzubauen.

## Osteuropa-Forschung in der Schweiz
Peter Sager war Gründer der Schweizerischen Osteuropabibliothek und des Schweizerischen Ost-Instituts (SOI). Während er der Osteuropabibliothek nur bis 1963 vorstand, leitete er das Ostinstitut mehr als 30 Jahre, von 1959 bis 1991. Mit seinen zahlreichen Publikationen und Vorträgen – zwischen 1957 und 1991 soll er nach eigenen Aussagen circa 2000 Vorträge gehalten haben – bestimmte er den Diskurs über die Ereignisse in Osteuropa in der Schweiz massgeblich mit.
Zunächst strebte Peter Sager noch eine wissenschaftliche Karriere an, widmete sich aber nach dem Ungarn-Aufstand verstärkt dem Aufbau des SOI: „Dieser Rollenwechsel akzentuierte die immer schon vorhandene politisch-aufklärerische Note der wissenschaftlichen Feindforschung in der Tätigkeit Sagers: Ausländische Geheimdienstkreise qualifizierten ihn deshalb als ,not very scientific, but a first-rate propagandist‘“. Sager sah sich dem Antikommunismus verpflichtet und polemisierte innenpolitisch insbesondere gegen die schweizerische Neue Linke, weshalb er vielen als die „Personifizierung des ,Kalten Kriegers‘“ galt. Die WoZ schrieb denn auch im Nachruf auf Sager, dieser sei „im Zweifelsfall nicht der Demokratie und den Menschenrechten verpflichtet“ gewesen, „sondern der westlichen Macht. Insofern war er ein typischer Kalter Krieger, wenn auch deutlich weniger simpel als andere Angehörige dieser Kaste.“
Neben dem Aufbau der Osteuropabibliothek seit Ende der 1940er Jahre sammelte Peter Sager seit den 1950er Jahren alte westeuropäische Drucke und Karten über Russland. Diese einzigartige Sammlung „Rossica Europeana“ befindet sich seit 2005 im Besitz der Schweizerischen Osteuropabibliothek.

## Politik
1945 trat Peter Sager in die BGB ein, in der sein Vater bereits seit 1919 aktiv gewesen war. 1959 und 1979 kandidierte er für die BGB bzw. die SVP für den Nationalrat, wurde jedoch nicht gewählt. 1983 gelang ihm dann für die Berner SVP die Wahl in den Nationalrat, dem er bis 1991 angehörte. Von 1984 bis 1991 war er Mitglied der Parlamentarischen Versammlung des Europarats sowie deren Vizepräsident und 1987 bis 1991 Vorsitzender von deren Ausschuss für die Beziehungen zu den europäischen Nichtmitgliedsstaaten.
Als Osteuropa-Experte bestimmte er die Diskussion im Europarat über die Entwicklungen in den sozialistischen Ländern Ende der 1980er Jahre stark mit. Sein politisches Interesse ging jedoch weit über Osteuropa und die Schweiz hinaus. So meldete er sich auch zu Themen wie dem Falklandkrieg oder zu Entwicklungen in Lateinamerika zu Wort.
Ende der 1980er Jahre geriet Peter Sager in Widerspruch zu Christoph Blocher, den er in einem Interview 2005 als „eine entsetzliche Katastrophe“ bezeichnete: „Er ist eine Zentrifuge, alles, was ihm nicht ähnlich ist oder nicht passt, schleudert er weg.“ Sager war im Gegensatz zu Blocher ein Befürworter des Beitritts der Schweiz zur Uno 1986 und zum EWR 1992. Das Nein zum EWR 1992 bezeichnete er als „den wohl grössten aussenpolitischen Fehlentscheid im 20. Jahrhundert.“
Sager trat 1991 aus Protest aus der SVP aus. 2003 trat er der liberalen Partei der Schweiz (LPS) bei.

## Kritik und Kontroversen
Peter Sager galt als eine der kontroversesten politischen Persönlichkeit in der schweizerischen Nachkriegsgeschichte und war mehrfach heftiger Kritik ausgesetzt, auf die er wiederum nicht selten forsch antwortete. 1961 wurde er beispielsweise vom Nationalrat Hans Oprecht wegen seiner Haltung zum Osthandel angegriffen. Oprecht unterstellte ihm Schizophrenie, weshalb Sager ihn wegen Ehrverletzung anklagte. Die Klage wurde 1963 abgewiesen.
In die Kritik geriet Peter Sager u. a. auch bezüglich seiner Haltung gegenüber der sandinistischen Regierung Nicaraguas. In mehreren Zeitungen in der Schweiz warf man ihm vor, die Contra-Rebellen, die wiederum vom CIA finanziert seien, in seinen öffentlichen Auftritten zu unterstützen und somit selbst im Dienste der CIA zu stehen. Sager antwortete darauf mit der „Fallstudie einer Diffamierung – Nachrichtenmanipulation durch Nicaragua-Propagandisten in der Schweiz.“ und Anzeigen wegen Ehrverletzung.
Laut Peter Hug geht aus den Unterlagen des militärischen Nachrichtendienstes Südafrikas hervor, dass dieser dem Kontakt u. a. zu Peter Sager und anderen rechten Politikern „grosse Bedeutung“ für die Propagierung eines positiven Südafrikabildes beimass.

## Sonstiges
Peter Sager war 1972 Mitbegründer der „Stiftung für Freiheit und Menschenrechte“, die in den folgenden Jahren zahlreiche Preise an Persönlichkeiten, die sich um Freiheit und Demokratie verdient gemacht haben, vergab.
1974 erhielt Peter Sager den Ida-Somazzi-Preis.

## Schriften von Peter Sager (Auswahl)
- Zum Studium der Nationalökonomie in der Sowjetunion: Grundlagen und Voraussetzungen. Verlag Peter Haupt, Bern 1951.
- Die theoretischen Grundlagen des Stalinismus und ihre Auswirkungen auf die Wirtschaftspolitik der Sowjetunion. Dissertation. Verlag Peter Haupt, Bern 1953.
- The Working Capital in Soviet Industry. Harvard University, Cambridge, MA 1954.
- Wissenschaft und Politik in der Sowjetunion. Die kommunistische Infiltration in Afrika. Zwei Vorträge. Schweizerisches Ost-Institut, Bern 1959.
- Zusammen mit Richard Daetwiler: Die Rolle der Wirtschaftspolitik und insbesondere der Aussenhandelsbeziehungen in der sowjetrussischen Weltpolitik. Schriften des Schweizerischen Aufklärungs-Dienst, Bern 1960.
- Berichte aus Vietnam. Schweizerisches Ost-Institut, Bern 1968.
- Die technologische Lücke zwischen Ost und West. Schweizerisches Ost-Institut, Bern 1971.
- Sri Lanka – Testfall für Moskau. Schweizerisches Ost-Institut, Bern 1973, ISBN 3-85913-072-2.
- Demokratische Mitte und Totalitarismus. 5 Vorträge. Schweizerisches Ost-Institut, Bern 1974, ISBN 3-85913-086-2.
- Kommunistischer Versuch zur Unterwanderung schweizerischer Kirchen: Dokumentation. Schweizerisches Ost-Institut, Bern 1975, ISBN 3-85913-082-X.
- Was haben die Kirchen vom Kommunismus zu erwarten? Dokumentation. Schweizerisches Ost-Institut, Bern 1975.
- Problematische Verwendung kirchlicher Hilfsgelder und Informationsträger. Dokumentation. Schweizerisches Ost-Institut, Bern 1975.
- Jugendkrawalle – Symptom einer Fehlerziehung. Schweizerisches Ost-Institut, Bern 1980, ISBN 3-85913-112-5.
- Desinformation in den Medien. Beitrag zur Begriffserklärung mit besonderer Berücksichtigung der Monopolmedien. Schweizerisches Ost-Institut, Bern 1981, ISBN 3-85913-116-8.
- Europa. Ball oder Spieler zerstrittene Macht im Fadenkreuz der Weltpolitik. Schweizerisches Ost-Institut, Bern 1982.
- Fallbeispiel Falkland. Ein Orientierungsmodell. Schweizerisches Ost-Institut, Bern 1984, ISBN 3-85913-118-4.
- Die sowjetische Aussenpolitik unter Gorbatschow und nach Tschernobyl. Krisen im Ost-West-Spannungsfeld. Ursachen und Lösungsmöglichkeiten. Schweizerisches Ost-Institut, Bern 1986, ISBN 3-85913-142-7.
- Die Vorenthaltung der Menschenrechte in Untersuchungshaft und Strafvollzug der DDR. Schweizerisches Ost-Institut, Bern 1986.
- Fallstudie einer Diffamierung. Nachrichtenmanipulation durch Nicarague-Propagandisten in der Schweiz. Schweizerisches Ost-Institut, Bern 1986, ISBN 3-85913-145-1.
- Zusammen mit Jaques Baumgartner: Radio DRS und seine Nachrichten. Die Nachrichtengestaltung eines Monopolmediums im Zeitraum vom 1. Bis 30. Oktober 1987. Schweizerisches Ost-Institut, Bern 1987, ISBN 3-85913-155-9.
- Zusammen mit Jaques Baumgartner: SRG (DRS) und UBI über jede Kritik erhaben? Zwischenbericht über Reaktionen auf das Projekt Medienanalysen. Schweizerisches Ost-Institut, Bern 1988, ISBN 3-85913-161-3.
- Nationalismus – die neue Gefahr? Über die Ursachen verstärkter Sezessionsbekundungen. Stiftung für Demokratie, Bern 1992, ISBN 3-85913-168-0.
- Leben im zwanzigsten Jahrhundert: Tatsachen und Meinungen. Verlag Peter Haupt, Bern 1994, ISBN 3-258-05021-X.
- Leben im zwanzigsten Jahrhundert 2: Tatsachen und Meinungen. Verlag Peter Haupt, Bern 1996, ISBN 3-258-05317-0.
- Erlebt, überlegt, gelesen, gehört: nachgetragene Tagebücher. Erscheinungsort nicht ermittelbar 2001.
- Wie weiter mit der Menschheit. Empirisch-soziologische Reflexionen über die Probleme der Gegenwart in demographischer und historischer Sicht. Hase und Koehler, Mainz 2002, ISBN 3-7758-1400-0.
- Mein Wortbruch: Anmerkungen zur Zeit. Privatdruck, [Blonay] 2002.
- Anti-Haltungen: Hintergründe, Verschiedenheiten und Verantwortungen, wie ich es sehe. Ulrich-Neuenschwander-Stiftung, Bern 2004.
- Letzte Texte: auf der Suche nach Klärung. Privatdruck, Blonay 2005.